# Obol

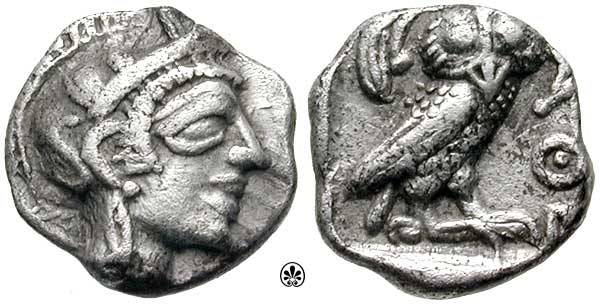
Srebrny obol ateński (po 449 p.n.e.)

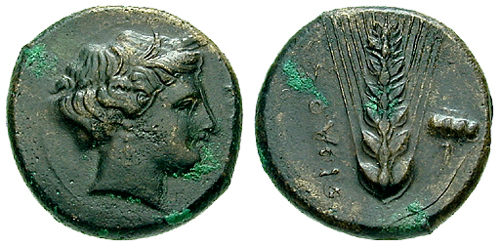
Obol z kolonii Metapont w Lukanii z wyobrażeniem głowy Demeter (ok. 425–350 p.n.e.)

Obol (stgr. ὀβολός obolós, lm. ὀβολοί oboloí; łac. obolus) – drobna moneta obiegowa, w starożytnej Grecji równa 1/6 części drachmy. W Europie we wczesnośredniowiecznym mennictwie karolińskim odpowiadała połowie denara, stanowiąc 1/480 część funta.
W przenośni termin ten funkcjonuje jako określenie drobnego datku (rzucić obol).

## Pochodzenie nazwy

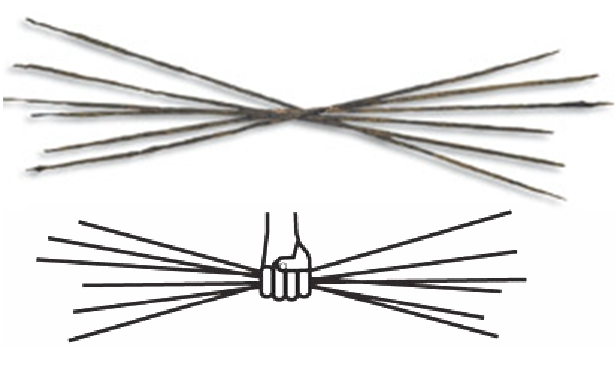
Sześć prętów (oboli) – eksponat z Muzeum Numizmatycznego w Atenach, odkryty w pozostałościach świątyni Heraion w Argos. Poniżej: wizualizacja sześciu oboli tworzących jedną drachmę („garść”)

Starogrecka nazwa obolos – dosłownie „rożen, żelazny pręt” (współcześnie ngr. obelos, lm obeloi) pochodzi z epoki pieniądza przedmonetarnego. Nawiązywała do archaicznych płacideł w postaci żelaznych prętów (por. grzywny żelazne w gospodarce wczesnych Słowian), pojedynczych bądź w wiązkach. W starożytnej Grecji uznawano go za równowartość szóstej części drachmy (od δράσσομαι drássomai – „garść” tyluż drachm).

## W starożytnej Grecji
Bity ze srebra obol, w egineckim systemie wagowo-monetarnym miał ciężar 1,04 g, w attyckim – 0,72 g, w korynckim – 0,48 g. Narzucało to skomplikowane obliczenia wymiany monet różnych systemów. Delficki dekret o taryfie wymiennej z 96 p.n.e. (przeznaczony dla pielgrzymów do tamtejszego sanktuarium i wyroczni) określał, że eginecki tetrobol (4,25 g) stanowił równowartość attyckiej drachmy (4,36 g), diobol z Eginy (2,12 g) był równowartością attyckiego triobola (2,18 g), a trihemobol koryncki (0,70 g) odpowiadał wartością nieznacznie cięższemu obolowi attyckiemu (0,72).
W obiegu funkcjonowały następujące monety będące różnymi wielokrotnościami i podziałkami obola:
- tetrobol – 4 obole
- triobol (hemidrachma) – 3 obole
- diobol – 2 obole
- trihemiobol – 1 ½ obola
- tritartemorion – ¾ obola
- hemiobol – ½ obola
- trihemitartemorion – 3/8 obola
- tetartemorion – ¼ obola (dichalkon)
- hemitartemorion – ⅛ obola (= 1 chalk)

W przekazach antycznych był monetą wkładaną do ust zmarłym jako zapłata Charonowi za przewiezienie przez Styks (obol Charona).

## W Polsce
Obol istniał w polskim systemie denara w bardzo wczesnym okresie – mimo niewielu znalezisk numizmatycznych, ze źródeł pisanych wynika, że stosowany był jako jednostka obrachunkowa. Jego pojawienie się na obszarze Polski datowane jest na podstawie danych metrologicznych już na XI wiek (skarb ze Słuszkowa).
W ramach tzw. wielkiej reformy niewielką liczbę oboli wyemitował Kazimierz Wielki (1333–1370). Miały one stanowić najniższe jednostki pięciostopniowego systemu obrachunkowego: 1 grosz = 2 kwartniki = 4 ćwierćgrosze = 16 denarów = 32 obole.
W ramach litewskiego systemu pieniężnego monetę wyemitował Zygmunt II August (1529–1572). System oparty był na kopie obrachunkowej: 1 kopa = 2 półkopki = 4 ćwierćkopki = 10 szóstaków = 15 czworaków = 20 trojaków = 30 dwojaków = 60 groszy = 300 dwudenarów = 600 denarów = 1200 oboli. Były to monety bite według stopy polskiej (krakowskiej), wypuszczone w latach 1546–1547, o wadze 0,32 grama srebra słabej próby. Ich pojawienie się było związane ze skupem na terenie Wielkiego Księstwa Litewskiego półgroszy świdnickich, których kurs ustalono na 3,5 denara (3 denary i jeden obol).
Pokrewny obolowi (a według niektórych tożsamy) jest szerf. Jego nazwę wywodzi się od nordyckiego skjerv, co może być pochodną od łacińskiego scripulum.